# Rio Ponci
Der Rio Ponci ist ein Fluss in der norditalienischen Region Ligurien im Val Ponci, durch das die antike Via Julia Augusta führt.